# 15-я пехотная дивизия (Болгария)
15-я Охридская пехотная дивизия (болг. Петнадесета пехотна охридска дивизия) — воинское формирование армии Болгарии, участвовавшее во Второй мировой войне.

## Краткая история
Сформирована 28 июля 1941, действовала в составе 5-й армии. Штаб дивизии располагался в Битоле. В составе дивизии были 45-й, 54-й и 55-й Охридские пехотные полки, 15-й дивизионный артиллерийский полк, 15-й инженерный батальон, 15-й противотанковый батальон, 10-й и 11-й пограничные части, 15-я дивизионная больница и 15-й тыловой батальон. В сентябре 1944 года дивизия приняла боевое крещение, вместе с советскими войсками вступив в бой против немцев в Вардарской Македонии. Распущена 30 сентября 1944 де-факто.

## Командиры
- Полковник Никола Боев (28 июня 1941—4 июня 1942)
- Полковник ,затем с 1943 генерал-майор Иван Маринов (18 июня 1942—3 сентября 1944)
- Полковник Димитар Младенов (4 сентября 1944—5 октября 1944)